# Josef Waldhäuser
Josef Waldhäuser (* 1896; † 1965) war ein deutscher Postbeamter und Politiker (SPD).

## Leben und Beruf
Nach dem Besuch der Volks- und Fortbildungsschule in Nürnberg absolvierte Waldhäuser eine Lehre als Galvaniseur und nahm 1914/15 als Soldat am Ersten Weltkrieg teil. Er trat 1919 in den Dienst der Deutschen Reichspost ein, engagierte sich gewerkschaftlich und war zwölf Jahre lang Sektionsleiter der Postgewerkschaft. Nach der Machtübernahme der Nationalsozialisten wurde er zwangsweise in den Ruhestand versetzt. Von 1943 bis 1945 wurde er im KZ Dachau interniert.
Nach dem Kriegsende trat Waldhäuser erneut in den Postdienst ein. Er war zunächst Postsekretär, beteiligte sich am Aufbau der Postgewerkschaft in Nürnberg und fungierte als Vorsitzender des Fünferausschusses bei der Reichspostdirektion Nürnberg. Im Januar 1947 erhielt er die Ernennung zum Oberpostrat.

## Politik
Waldhäuser trat während der Zeit der Weimarer Republik in die SPD ein. Vom 14. Februar bis zum 15. Dezember 1946 amtierte er als Staatssekretär im Staatsministerium für Verkehr in der von Ministerpräsident Wilhelm Hoegner geführten Regierung des Freistaates Bayern. In seinen Zuständigkeitsbereich fiel das Postwesen.